# Dragon's Kiss
Dragon's Kiss è il primo album solista del chitarrista Marty Friedman, pubblicato nel 1988. Il disco è stato registrato da Friedman (il quale suona anche il basso) e Deen Castronovo alla batteria. Il disco spazia tra il metal neoclassico e il thrash metal, con l'aggiunta di numerosi spunti melodici. Jason Becker appare come ospite in Saturation Point e Jewel, suonando alcune parti solistiche.

## Tracce
1. "Saturation Point" – 4:52
2. "Dragon Mistress" – 3:41
3. "Evil Thrill" – 5:30
4. "Namida (Tears)" – 2:43
5. "Anvils" – 2:38
6. "Jewel" – 4:05
7. "Forbidden City" – 8:18
8. "Thunder March" – 4:11

## Componenti
- Marty Friedman – chitarra ritmica e solista, basso elettrico
- Deen Castronovo - batteria

## Special Guest
- Jason Becker -assoli in "Saturation Point" e "Jewel"